# Episodi di Black Out (seconda stagione)
La seconda stagione della serie televisiva Black Out (intitolata Black Out - Le verità nascoste), composta da 8 episodi, è stata trasmessa in prima visione e in prima serata su Rai 1 dal 14 gennaio al 4 febbraio 2025. I primi due episodi sono stati pubblicati in anteprima su RaiPlay il 12 gennaio 2025.
| nº | Titolo             | Prima TV        |
| -- | ------------------ | --------------- |
| 1  | Il colpevole       | 14 gennaio 2025 |
| 2  | Una nuova speranza | 14 gennaio 2025 |
| 3  | L'attesa           | 21 gennaio 2025 |
| 4  | L'inganno          | 21 gennaio 2025 |
| 5  | Il sospetto        | 28 gennaio 2025 |
| 6  | La menzogna        | 28 gennaio 2025 |
| 7  | Oltre la valle     | 4 febbraio 2025 |
| 8  | Le verità nascoste | 4 febbraio 2025 |

## Il colpevole
- Diretto da: Fabio Resinaro
- Soggetto di: Valerio D'Annunzio, Andrea Valagussa
- Scritto da: Valerio D'Annunzio

### Trama
Vanoi, 6 gennaio, tredici giorni dopo il black out.
Dopo aver osservato l'aurora boreale, il gruppo scopre che Ruggero Volturno è appena stato sgozzato. Giovanni non può essere l'assassino perché si trovava rinchiuso e viene quindi rilasciato, con grande stupore di Marco. Umberto intanto cerca di tranquillizzare la figlia, che lo ha visto uccidere Ruggero, e al tempo stesso fa ritrovare l'arma del delitto nella camera di Karim, provando a far ricadere la colpa su di lui, quale presunto complice di Giovanni; il cameriere tuttavia si è nel frattempo reso irreperibile. Negli stessi istanti Elena, la figlia di Giovanni, si risveglia e si alza: la ragazza però sembra aver perso la memoria e la capacità di provare emozioni.
Mentre l'appuntato Lidia Ercoli inizia a indagare sul secondo omicidio, Marco scopre che anche Irene è legata a Rocco Nisi e la smaschera davanti a Claudia e Giovanni: la fidanzata prima nega, ma poi cede ammettendo di averlo sedotto per arrivare alla testimone, finendo però per innamorarsi davvero di lui. Marco deluso allontana la ragazza e poco dopo riesce a mettersi in contatto con i soccorsi. Lorenzo intanto, dopo essersi congedato da Anita, si lancia con il parapendio alla ricerca dei soccorsi. Nel frattempo Giovanni trova le prove della colpevolezza di Umberto e lo mette all'angolo davanti a tutti: il killer riesce però a fuggire dall'hotel con la figlia facendo rapidamente perdere le proprie tracce e, mentre il gruppo cerca di inseguirlo fuori dalla struttura, arriva un elicottero con i soccorsi.
- Altri interpreti: Giorgio Caputo (Ruggero Volturno).
- Ascolti: telespettatori 3 219 000 – share 17,10%[6].

## Una nuova speranza
- Diretto da: Nico Marzano
- Soggetto di: Valerio D'Annunzio, Andrea Valagussa
- Scritto da: Valerio D'Annunzio

### Trama
Vanoi, 9 gennaio.
Dall'elicottero scende la squadra dei soccorsi, composta dalla geologa Sabrina Migliori, dal tenente Parri e dall'ispettore Guidi, i quali mettono al corrente il gruppo che gran parte della penisola è rimasta senza corrente e che loro non sono gli unici ad essere in difficoltà; piano piano comunque gli ospiti dell'hotel, a partire dai Lo Bianco, potranno essere messi in salvo con l'elicottero. L'appuntato Ercoli nel frattempo appura che Umberto Liberati, rifugiatosi in una baita con la figlia, è un mercenario. Irene invece, dopo essere stata lasciata da Marco, tenta il suicidio tagliandosi le vene, ma Giovanni e l'ispettore Guidi la salvano in tempo. Quando Irene è fuori pericolo, il primo gruppo si appresta a partire e Giovanni bacia Claudia, ma in quel momento il motore dell'elicottero prende fuoco; i nuovi soccorsi non arriveranno a breve e Marco, capendo che il mezzo è stato sabotato da qualcuno, pensa di ripararlo usando alcune componenti recuperate dall'elicottero dei russi, caduto nelle vicinanze qualche giorno prima.
Dopo aver notato casualmente il tatuaggio dell'ispettore Guidi, Giovanni si confida con l'appuntato Ercoli, dicendole che gli uomini di suo fratello lo avevano uguale; quando però Lidia prova a chiedere spiegazioni, la poliziotta la anticipa, dicendole che il tatuaggio lo aveva fatto in carcere dopo essersi infiltrata in un clan di Ostia, smentendo così la teoria di Lo Bianco. Umberto intanto trova il rifugio di Karim e Hamid e, dopo un parapiglia, il mercenario insegue sua figlia; quando viene fermato dall'appuntato Ercoli e da Giovanni, Umberto estrae una pistola, ma proprio in quel momento viene colpito mortalmente: prima di morire l'uomo dice a Giovanni di non fidarsi di loro, senza specificare altro.
- Altri interpreti: Cristina Colonnetti (Anna), Valentina Ghelfi (moglie di Umberto).
- Ascolti: telespettatori 2 605 000 – share 18,90%[6].

## L'attesa
- Diretto da: Fabio Resinaro
- Soggetto di: Valerio D'Annunzio, Andrea Valagussa
- Scritto da: Andrea Valagussa

### Trama
Vanoi, 11 gennaio.
Karim, ricondotto all'albergo, viene interrogato da Lidia e dall'ispettore Guidi, poiché sospettato di aver ucciso Umberto Liberati; il barista però nega con fermezza di essere stato lui a sparare. Nel frattempo la figlia di Giovanni, attraverso un sogno ricorrente, inizia a ricordare il momento del proprio incidente e dice di essere stata inizialmente soccorsa da una persona con un passamontagna, ricordando poi che aveva sulla giacca uno stemma con la bandiera russa; Giovanni e gli altri capiscono che potrebbe trattarsi di un compagno del soldato russo ritrovato tra i resti del velivolo caduto. Il gruppo si mette quindi sulle sue tracce, senza successo, scoprendo però che i russi stavano svolgendo delle misteriose ricerche nella valle. Intanto, grazie un flashback, si capisce come Sabrina Migliori, la geologa dei soccorsi, avesse previsto la catastrofe e ne avesse messo al corrente la cognata di Liberati, che lavorava all'istituto di geofisica di Rovereto.
- Altri interpreti: Cristina Colonnetti (Anna).
- Ascolti: telespettatori 3 338 000 – share 17,00%[7].

## L'inganno
- Diretto da: Nico Marzano
- Soggetto di: Valerio D'Annunzio, Andrea Valagussa
- Scritto da: Andrea Valagussa, Elisa Zagaria

### Trama
Vanoi, 13 gennaio.
Nel corso delle ricerche del soldato russo, Marco viene trovato ferito e riportato all’hotel, dove Claudia lo opera, riuscendo a salvarlo grazie a una trasfusione di Irene; al suo risveglio però Marco bacia Claudia, ringraziandola. Nel frattempo, perlustrando il rifugio cui Marco si era avvicinato, vengono ritrovate delle garze sporche di sangue e alcune componenti dell'elicottero russo, oltre a uno smartwatch che Giovanni si mette in tasca, non fidandosi dell'ispettore Guidi. Tornati all'hotel Giovanni mostra l'orologio agli Zanin, i quali capiscono che appartiene a Lorenzo e che quindi il ragazzo non è mai arrivato in ospedale, come avevano invece affermato i soccorritori; gli stessi, a quel punto, si giustificano dicendo che qualche giorno prima era stato soccorso un ragazzo con lo stesso nome. Nessuno sa che in realtà Lorenzo, ferito dopo essere caduto col parapendio, è finito nelle mani di una soldatessa russa. Il gruppo riprende quindi le ricerche e i giovani, raggiungendo la baita di Giorgio, vi trovano alcune tracce di Lorenzo.
A un tratto Lorenzo fa ritorno a piedi all'hotel e viene immediatamente soccorso, mentre la soldatessa entra indisturbata da un'entrata secondaria e ruba un taccuino dalla cassaforte, ricordando che un suo collega era stato soccorso da Giorgio Zanin il giorno dopo il blackout; uscendo dalla stanza incrocia la figlia di Giovanni. Intanto la geologa Migliori, che conosce il russo, confida a Parri di voler contattare i russi e di volersi sbarazzare della Guidi; la geologa si ricorda di un codice scritto proprio su quel taccuino e con il tenente fa ritorno all'hotel.
- Altri interpreti: Marina Delmonde (Natasha), Dino Longo (superiore di Natasha).
- Ascolti: telespettatori 2 656 000 – share 17,30%[7].

## Il sospetto
- Diretto da: Fabio Resinaro
- Soggetto di: Valerio D'Annunzio, Andrea Valagussa
- Scritto da: Andrea Valagussa, Elena Tramonti

### Trama
Vanoi, 16 gennaio.
Puntando l'arma alla testa di Elena, la figlia di Giovanni, la soldatessa russa Natasha riesce a scappare dall'hotel, portando con sé il misterioso taccuino che i tre soccorritori sono decisi a recuperare al più presto. Riprendono quindi le ricerche della soldatessa russa, ma Giovanni continua insieme agli altri a nutrire dei sospetti proprio sui soccorritori; chiede perciò aiuto a Lorenzo, ripresosi in fretta, per arrivare al rifugio della soldatessa prima dei soccorritori.
Marco intanto continua a lavorare, insieme al tenente Parri, per tentare di aggiustare l'elicottero, ma quando sembra esserci riuscito si verifica uno strano guasto; dopo un primo attimo di perplessità, Marco capisce che è proprio Parri a mettergli i bastoni tra le ruote, sabotando l'elicottero che finge di riparare, e lo attacca davanti a tutti. Nel frattempo l'ispettore Guidi arriva prima di Giovanni e Lidia al rifugio di Natasha e la soffoca, facendo poi sparire il taccuino; la geologa intanto sembra nascondere qualcosa ai suoi stessi colleghi.
- Altri interpreti: Marina Delmonde (Natasha), Eleonora Panizzo (Marcella, sorella di Federica), Riccardo Gamba (cognato di Federica).
- Ascolti: telespettatori 2 863 000 – share 14,50%[8].

## La menzogna
- Diretto da: Nico Marzano
- Soggetto di: Valerio D'Annunzio, Andrea Valagussa
- Scritto da: Andrea Valagussa

### Trama
La Guidi fa credere agli ospiti dell'hotel che la russa sia morta a seguito di una emorragia, intimando ai colleghi di sostenerla; Giovanni e Lidia però non credono alla versione della poliziotta e anche Claudia, dopo aver esaminato il cadavere, non esclude l'ipotesi del soffocamento. La Guidi intanto appura che è stato Parri a sabotare l'elicottero, ma fa credere a tutti che sia stata la soldatessa russa, continuando però a tenere sotto ricatto il tenente e la geologa, i quali cercano un modo per uscirne; la Migliori nel frattempo, grazie al taccuino dei russi, trova un bunker risalente alla guerra fredda dove potersi rifugiare. L'elicottero dei soccorsi viene intanto riparato e riprendono i preparativi per portare fuori dalla valle il primo gruppo; al momento della partenza però Parri fugge inspiegabilmente da solo a bordo dell'aeromobile, davanti allo sguardo incredulo degli ospiti dell'hotel, che lo vedono schiantarsi poco lontano, senza essere riuscito a superare la montagna.
- Altri interpreti: Marina Delmonde (Natasha), Ginevra Pisani (Adele, compagna di Angelo Parri).
- Ascolti: telespettatori 2 317 000 – share 15,00%[8].

## Oltre la valle
- Diretto da: Fabio Resinaro
- Soggetto di: Valerio D'Annunzio, Andrea Valagussa
- Scritto da: Francesca Scialanca

### Trama
Raggiunti i resti dell'elicottero, il gruppo non si capacita di ciò che ha fatto Parri, e tutti restano ancora più sconcertati quando, poco distante, viene misteriosamente ritrovato anche il corpo di Andrea. La Guidi poco dopo sorprende la Migliori mentre parla in segreto con il figlio Massimo e la minaccia, la geologa però le fa presente che solo lei sa cosa sta succedendo veramente; Giovanni invece si confida con la Ercoli, convinto che i soccorritori stiano nascondendo qualcosa di grosso e che non siano venuti lì per salvarli, ma piuttosto per salvarsi da qualche misterioso pericolo al di fuori della valle. La Guidi però li sente parlare e, convinto Marco a passare dalla loro parte, riesce a incastrare Giovanni. Nel frattempo, grazie a un incredibile scioglimento della neve in alta quota, si decide di tentare nuovamente di mandare qualcuno fuori dalla valle per guidare i soccorsi, scegliendo per la spedizione Luca e Silvia, che conoscono bene i sentieri.
Da un flashback intanto scopriamo che la Guidi era in realtà scappata dal carcere con dei complici, per poi fare irruzione alla centrale dei soccorsi, dove il gruppo di evasi ha preso in ostaggio il figlio della Migliori, costringendo la geologa a rivelare che l'unico punto dove possono salvarsi è la valle del Vanoi che fa da schermo alle radiazioni; la Guidi decide perciò di andare in avanscoperta, portandosi dietro la geologa e Parri come pilota dell'elicottero, affinché il gruppo di evasi possa poi raggiungere la valle in sicurezza.
- Altri interpreti: Cristina Colonnetti (Anna), Eleonora Panizzo (Marcella, sorella di Federica), Antonella Civale (Luana), Ciro Petralito (Ciro).
- Ascolti: telespettatori 2 602 000 – share 12,90%[9].

## Le verità nascoste
- Diretto da: Nico Marzano
- Soggetto di: Valerio D'Annunzio, Andrea Valagussa
- Scritto da: Valerio D'Annunzio

### Trama
Vanoi, 27 gennaio. Trentaquattro giorni dopo il blackout.
Luca e Silvia comunicano via radio che sono arrivati alla centrale dei soccorsi e che presto tutti verranno tratti in salvo, ma il gruppo non sa che i due sono stati sequestrati dai complici della Guidi. Marco, passato dalla loro parte, visita insieme alla geologa il bunker, in grado di ospitare circa 25 persone per un anno. Luca viene ucciso nel bosco dai complici della Guidi perché non riesce a continuare il percorso verso il bunker. La figlia di Giovanni sente parlare Marco e Sabrina del bunker e lo fa sapere al padre che ne parla con Claudia quando riceve la sua visita nella cella. La Guidi porta fuori Giovanni per ucciderlo ma lui riesce a disarmarla e a ferirla prima di allontanarsi. Silvia viene abbandonata nel bosco e prima di morire di stenti riesce a dire a Giovanni, che la trova per caso, di stare attento perché verranno tutti uccisi. Marco, la Migliori e la Guidi non si accorgono che sono stati seguiti al bunker dai figli di Giovanni e così il meccanico li rincorre e li raggiunge nel bosco ma Giovanni, giunto pure lui sul posto, riesce a convincerlo a fare finta di niente. Nel frattempo Sabrina si ricongiunge con il figlio e Federica con la sorella e i complici. Questi ultimi raggiungono l’albergo e rinchiudono dentro tutti tranne Claudia e la figlia che vengono salvati su richiesta di Marco. La Migliori spiega che il campo magnetico creato dalla montagna sta scomparendo e senza la sua schermatura le radiazioni distruggeranno anche questa zona come già successo nel resto del mondo; a momenti non si potrà più uscire neanche di giorno e quindi tutti devono rifugiarsi nel bunker nella speranza che presto tutto torni come prima. Giovanni, dopo aver ascoltato di nascosto la spiegazione, salva il resto del gruppo con cui si dirige al bunker. Mentre gli altri entrano dentro, Marco aggredisce uno dei complici della Guidi; nello scontro tra i due gruppi muoiono Marianna, vedova di Ruggero Volturno, e tutti i finti soccorritori compresa la Guidi, uccisa da Lidia. I sopravvissuti dell’hotel oltre alla Migliori e suo figlio vengono fatti entrare da Giovanni il quale sceglie di sacrificarsi per poter chiudere il portellone dall'esterno andando però così incontro a morte certa.
Quindici mesi dopo.
Lidia ha partorito nel bunker ma quando finisce il carburante che alimentava le ventole dell'aerazione i sopravvissuti sono costretti ad uscire e capiscono che tutto ormai è passato.
- Altri interpreti: Cristina Colonnetti (Anna), Eleonora Panizzo (Marcella, sorella di Federica), Antonella Civale (Luana), Ciro Petralito (Ciro).

- Ascolti: telespettatori 2 264 000 – share 15,20[9].